# Tamba submicacea
Tamba submicacea là một loài bướm đêm trong họ Noctuidae.